# Алтай (область)
47°50′13″ пн. ш. 88°08′00″ сх. д. / 47.83693° пн. ш. 88.13341° сх. д.
Алтай (кит.: 阿勒泰地区; також Altay) — адміністративна одиниця КНР третього рівня у складі Ілі-Казахської автономної області Сіньцзян-Уйгурського автономного району. Центр префектури — Алтай.
Префектура межує з Казахстаном (Східноказахстанська область) на заході, РФ (Республіка Алтай) на півночі та Монголією (аймаки Баян-Улгий і Ховд на сході та південному сході відповідно).

## Адміністративний поділ
Префектура поділяється на 1 місто і 6 повітів:
| Карта                                         | Карта   | Карта    | Карта            |
| --------------------------------------------- | ------- | -------- | ---------------- |
| Каба Жимунай Бурчун Алтай Фухай Фуюнь Чингіль |         |          |                  |
| Статус                                        | Назва   | Оригінал | Населення (2010) |
| Місто                                         | Алтай   | 阿勒泰市 | 151 568          |
| Повіт                                         | Бурчун  | 布尔津县 | 66 758           |
| Повіт                                         | Жимунай | 吉木乃县 | 35 365           |
| Повіт                                         | Каба    | 哈巴河县 | 82 507           |
| Повіт                                         | Фухай   | 福海县   | 62 452           |
| Повіт                                         | Фуюнь   | 富蕴县   | 87 886           |
| Повіт                                         | Чингіль | 青河县   | 58 858           |